# Laurentius Zeller

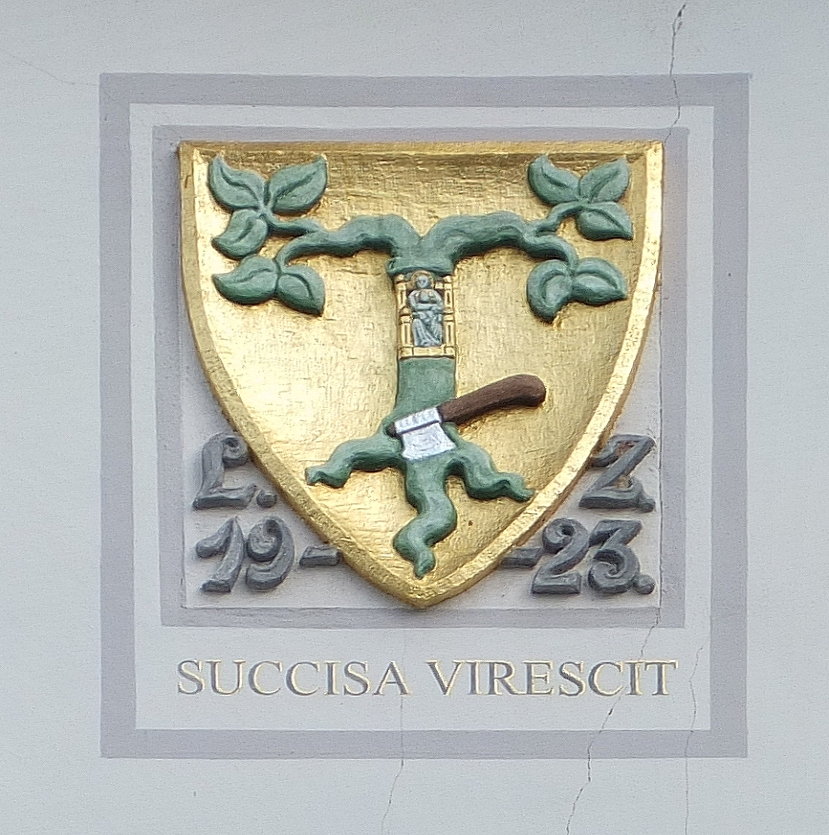
Wappen (1923) des Abtes Laurentius Zeller an einem Seitengebäude der St. Matthias Basilika in Trier

Laurentius Zeller OSB (* 13. Juli 1873 in Riedlingen; † 1. September 1945 in Belém do Pará) war ein deutscher Benediktinerabt und Bischof.

## Leben
Zeller trat 1894 in die Abtei Seckau in der Steiermark ein und wurde 1899 in Rom zum Priester geweiht. Nach der Promotion in Theologie übernahm er Lehraufträge in seinem Kloster und am Päpstlichen Athenaeum  St. Anselmo in Rom. 1908 wurde er zum Abt der Abtei Seckau gewählt. Nach dem Ersten Weltkrieg stellte er mit acht Mönchen aus Seckau und vier aus Maria Laach die Benediktinerabtei St. Matthias in Trier wieder her und resignierte deshalb 1925 als Abt von Seckau.
Mehrfach war Zeller mit schwierigen Missionen beauftragt. 1928 visitierte er im päpstlichen Auftrag mit Abt Simon Konrad Landersdorfer die Klöster in Österreich und 1932 die Klöster in Brasilien. 1938 wurde er Erzabt der Brasilianischen Kongregation, 1939 zum Apostolischen Administrator von Rio Branco ernannt und zum Titularbischof von Doryläum geweiht. An Sumpffieber erkrankt, kam er 1945 durch einen Unfall ums Leben und wurde in der Abtei Sao Bento in Rio de Janeiro bestattet.